# Józef Szczepkowski (Sänger, 1849)
Józef Szczepkowski (* 21. Januar 1849 in Warschau; † 2. Mai 1909 in Warschau) war ein polnischer Opernsänger (Bariton).
Der Sohn des Tenors Józef Szczepkowski und Bruder der Mezzosopranistin Anastazja Szczepkowska absolvierte nach dem Besuch des philologischen Gymnasiums in Warschau eine Gesangsausbildung und debütierte 1873 am Teatr Wielki als Graf Luna in Der Troubadour. Er war bis 1900  an diesem Haus engagiert und trat u. a. als Janusz in Halka und Marcin in Verbum nobile von Stanisław Moniuszko, als Renato in Ein Maskenball, Germont in La Traviata und Don Carlo in Ernani von Giuseppe Verdi, als Enrico in Lucia di Lammermoor von Gaetano Donizetti und als Nevers in Die Hugenotten von Giacomo Meyerbeer auf. 1890 übernahm er am Teatr Wielki die Heldentenor-Partie des Jontek in Halka. Ab 1900 unterrichtete er am Warschauer Konservatorium.